# Banzai giapponesina/Quando canta Rabagliati
Banzai giapponesina/Quando canta Rabagliati è un 78 giri del gruppo musicale italiano Quartetto Vocale Cetra, pubblicato nel giugno del 1942.

## Tracce
Lato A
1. Banzai giapponesina - (Abbati, Bonanno)

Lato B
1. Quando canta Rabagliati - (testo: Galdieri - musica: D'Anzi)

## Formazione
- Virgilio Savona - voce
- Enrico De Angelis - voce
- Tata Giacobetti - voce
- Enrico Gentile - voce

### Altri musicisti
- Orchestra Cetra - orchestra (lato A)
- Orchestra della Canzone - orchestra (lato B)
- Pippo Barzizza - direttore d'orchestra (lato A)
- Cinico Angelini - direttore d'orchestra (lato B)